# Miski Takiy
Miski Takiy (en español, Dulce cantar) es un programa folklórico peruano, conducido por Saywa.
El programa, emitido sábados y domingos por la señal de TV Perú, es un espacio consagrado fundamentalmente a la transmisión y revaloración de las expresiones musicales andinas del Perú.

## Historia
Miski Takiy nació en marzo de 2001 bajo la dirección y producción general de July Sánchez Fuentes. Su inspiración fue la descripción que hace el amauta José María Arguedas al referirse al “canto dulce” de las mujeres que en coro cantaban los harawis. El primer logotipo se crea es en base al traje cusqueño de su abuela Angélica Hurtado y la banda sonora inicial fue las Zampoñas de Camilaca. La primera presentadora del programa fue María Jesús Rodríguez "La Miski". El programa reúne a varios artistas del género andino.
Debido a un conflicto de Rodríguez y los ejecutivos del canal, en septiembre de 2010 se relanza el espacio con una renovada propuesta que busca continuar difundiendo los aires tradicionales del folclore, así como dar a conocer las nuevas tendencias que nacen a partir de la fusión del folclore con otros géneros musicales. En esta nueva temporada Miski Takiy es conducido por Damaris y Saywa, dos destacadas figuras del escenario musical que representan el encuentro de dos generaciones de música y tradición.
En el 2021 Damaris se retira de la conducción de dicho programa para continuar con su carrera musical. El 6 de marzo de 2021, hacen su ingreso 2 nuevos talentos de la música Renata Flores Rivera y Araceli Poma.

## Controversia
En 2010, la producción del canal canceló la presentación de la banda Los Drugos. Según el canal se trató de un material que no pasó filtro del medio cultural.

## Conductores
- María Jesús Rodríguez "la Miski" (marzo de 2001-septiembre de 2010)
- Saywa (desde septiembre de 2010)
- Damaris (septiembre de 2010-febrero de 2021)
- Renata Flores Rivera (desde marzo de 2021)
- Araceli Poma (desde marzo de 2021)